# Puoktjaure
Puoktjaure är en sjö i Arvidsjaurs kommun i Lappland och ingår i Piteälvens huvudavrinningsområde. Sjön har en area på 3,29 kvadratkilometer och ligger 376,6 meter över havet. Puoktjaure ligger i Piteälven Natura 2000-område. Sjön avvattnas av vattendraget Piteälven.

## Delavrinningsområde
Puoktjaure ingår i det delavrinningsområde (733249-164968) som SMHI kallar för Utloppet av Puoktjaure. Medelhöjden är 403 meter över havet och ytan är 18,38 kvadratkilometer. Räknas de 350 avrinningsområdena uppströms in blir den ackumulerade arean 5 114,39 kvadratkilometer. Avrinningsområdets utflöde Piteälven mynnar i havet. Avrinningsområdet består mestadels av skog (79 procent). Avrinningsområdet har 3,23 kvadratkilometer vattenytor vilket ger det en sjöprocent på 17,8 procent.